# Chast (Einheit)
Chast (russisch часть), auch Tchast, war ein russisches Volumenmaß und zählte zu den kleinsten Maßen. Das Maß entsprach dem Becher und stand am Ende einer Maßkette.
- 1 Chast = 109,327364 Milliliter (galt für beide Maßketten)

Die Maßkette ab Wedro, dem Eimer, war:
- 1 Wedro = 2 Garnetz = 4 Polugarnetz = 5 Kruschka = 60 Chast = 6,55964185 Liter

Die Maßkette nach Oktober 1835 war:
- 1 Osmina = 2 Polosmina = 4 Tschetwerik = 16 Tschetwerka = 32 Garnetz = 480 Chast = 104,950 Liter